# Haragos Zoltán
Haragos Zoltán (Ákosfalva, 1929. május 9. – 2021. július 21. (k. n.)) erdélyi fényképész.

## Életpályája
A marosvásárhelyi kereskedelmi középiskolában érettségizett 1949-ben. 1949-50-ben a marosvásárhelyi kisipari szövetkezet könyvelője vol1959 és 1974 között fotóriporter volt a Vörös Zászlónál, 1974-től az Új Életnél (1990-től Erdélyi Figyelő). 1956-ban a Romániai Fényképész Szövetség, majd a Nemzetközi Fotóművészeti Szövetség (FIAP) tagja lett.

## Munkássága
1956-tól kezdődően rendszeresen részt vett romániai és külföldi kiállításokon, összesen  438 nemzetközi és 246 romániai kiállításon. 18 egyéni kiállítása volt. A párizsi és a Santa Fe-i modern múzeumokban is őrzik egy-egy képét.

### Könyvei, albumai (válogatás)
- A Maros völgye (szerkesztő), Bukarest, 1970
- A marosvásárhelyi kultúrpalota. Fényképek, Marosvásárhely, 1970
- Banner Zoltán: Die Ungarische Kunst Siebenbürgens im 20. Jahrhundert (Erdélyi magyar művészet a XX. században), (szerkesztés Baróthy Istvánnal), Kunstverlag, Budapest, 1990

### Díjai, elismerései
Több mint 132 különböző díjat és elismerést kapott. 1965-ben az Artist FIAP (AFIAP) és 1975-ban az Exellence FIAP (EFIAP) címeket kapta a Nemzetközi Fotóművészeti Szövetségtől. Megkapta a Magyar Fotóművészek Világszövetsége életműdíját is.  